# Rena dulcis
Rena dulcis es una especie de serpiente de la familia Leptotyphlopidae. Se halla en el sudoeste de Estados Unidos y el norte de México. Hay 3 subespecies reconocidas.
Mide entre 15 y 27 cm de longitud. Es de color marrón con tonos rosáceos y vive casi exclusivamente bajo tierra. Sale a la superficie durante la noche después de las lluvias. Sus escamas son suaves y sus ojos vestigiales están cubiertos por una capa de piel. Estas son características de un animal que habita bajo tierra. Su dieta consiste primariamente de termitas y larvas de hormigas.[cita requerida] Las hormigas son su plato preferido: esta serpiente libera feromonas cuando entran en un hormiguero, que hacen pensar a los soldados que el invasor es uno de los suyos. De esta forma la serpiente puede alimentarse tranquilamente. Los principales depredadores de este reptil son otras serpientes de mayor tamaño, aves y mamíferos.[cita requerida]

## Subespecies
| Subespecies     | Autoridad              | Distribución geográfica |
| --------------- | ---------------------- | ----------------------- |
| R. d. dissectus | (Cope, 1896)           |                         |
| R. d. dulcis    | (Baird & Girard, 1853) |                         |
| R. d. myopicus  | (Garman, 1884)         |                         |